# باشگاه فوتبال اکسلسیور
باشگاه فوتبال اکسلسیور (هلندی: SBV Excelsior) یک باشگاه فوتبال در شهر روتردام، هلند است.
این باشگاه که در سال ۱۹۰۲ تاسیس شده سابقه ۳ قهرمانی در لیگ دسته اول فوتبال هلند را در کارنامه دارد.